# Luigi Ricci
Luigi Ricci (Nápoles, 8 de julio de 1805 - Praga, 31 de diciembre de 1859) fue un compositor de óperas italiano. Fue el hermano mayor de Federico Ricci, con quien colaboró en la composición de cuatro óperas, además de componer unas 25 más en solitario. 

## Biografía
Luigi Ricci nació en Nápoles el 8 de julio de 1805, en el seno de una familia vinculada al mundo del teatro, ya que su padre, Pietro, de origen florentino, trabajaba como sastre en los teatros líricos de la ciudad, y, además de su hermano Federico, 4 años menos que él, que también fue compositor, sus otros dos hermanos también trabajaron en temas relacionados: Egisto fue empresario teatral y Vincenzo fue cantante.
En 1814 entra en el Conservatorio di San Pietro a Majella, donde estudia con Giovanni Furno y Nicola Antonio Zingarelli, pero toma además lecciones privadas de Pietro Generali, un amigo de la familia, quien le ayuda en la composición y estreno de su primera ópera,  L'impresario in angustie, sobre el mismo libreto que había utilizado Domenico Cimarosa casi 30 años antes en su ópera homónima. Gracias a este hecho, pudo estrenar la ópera en 1823 en el propio conservatorio de Nápoles sin el conocimiento de Zingarelli, que se oponía a que sus alumnos se dedicaran a la composición operística. Tras reconciliarse con Zingarelli, prosigue su labor como compositor operístico, estrenando, de nuevo con la ayuda de Generali, La cena frastornata, estrenada en 1824, en este caso en el Teatro Nuovo. Continuó componiendo óperas bufas para el mismo teatro, destacando por su éxito L'abbate Taccarella y, especialmente, Il diavolo condannato a prender moglie.
En 1828 abandona el conservatorio de Nápoles y recorre Italia, esperando estrenar sus nuevas óperas, que ahora serán del género semiserio. El estreno en Roma de L'orfanella di Ginevra tiene éxito, pero a esta siguieron varios fracasos en Roma, Milán y Turín. Su gran triunfo llega por fin en 1831, al estrenar en La Scala de Milán Chiara di Rosemberg, que resultó muy popular en toda Italia.
Mientras, en 1829, Luigi se instaló en Roma, y su hermano Federico no tardó en seguirlo, pese a no haber terminado sus estudios en el conservatorio, para ser su asistente. Y todo pese a que, según Francesco Florimo, ambos eran de carácter completamente opuesto: Luigi era alegre y vividor, mientras Federico era serio y reflexivo
A partir de 1823, Luigi regresa al género de la ópera bufa, contribuyendo a su romantización al combinar elementos cómicos, sentimentales y patéticos. Obtuvo importantes éxitos con  Il nuovo Figaro (Parma, 1832), Eran due, or son tre (Turín, 1834), Chi dura vince (Roma, 1834) y, especialmente, Un'avventura di Scaramuccia (Milán, 1834), que le hicieron famoso en toda Europa. A partir de 1835 comienza a colaborar con su hermano Federico , con quien compone dos óperas,  Il colonello (1835) y Il disertore per amore (1836), ambas estrenadas con éxito en Nápoles. 
En 1836, gracias a la intercesión del príncipe Alfonso Porcia, obtiene el puesto de Maestro de capilla en la Catedral de Trieste, además del de director musical del Teatro Grande. En 1838 fracasa en Milán su nueva ópera,  Le nozze di Figaro, que Rossini juzgo "demasiado seria". Como resultado de este fracaso, unido a las nuevas obligaciones que le suponen sus nuevas responsabilidades, Ricci abandona la composición de óperas durante 7 años, dedicándose en cambio a la composición de música sacra, escribiendo más de 20 misas. En su labor musical en el Teatro Grande, participa en 1848 en el estreno de  Il corsaro, de Verdi como maestro concertador.
A finales de 1843 llegan a Trieste dos hermanas gemelas, Ludmilla y Franziska Stolz (hermanas mayores de la famosa cantante Teresa Stolz), buscando ser empleadas como coristas en el teatro. Luigi se enamora de ambas y comienza un escandaloso menage a trois. En 1845 acompaña a las dos hermanas a Odesa, donde estrena una nueva ópera,  La solitaria delle Asturie. De regreso a Trieste, se casa en 1849 con Ludmila, aunque manteniendo al mismo tiempo la relación con Franziska. En 1850 tiene con Ludmila una hija, Lella Ricci que también fue cantante, mientras que en 1852 tiene con  con Franziska un hijo, Luigi Ricci-Stolz que será director y compositor de óperas.
Tras su regreso de Odesa, Luigi retoma la composición de óperas bufas, alcanzando gran éxito con Il birraio di Preston, estrenada en Florencia en 1847. También colabora de nuevo con su hermano Federico, pero la relación entre los dos pasa por momentos difíciles, ya que Federico no aprueba la relación de Luigi con las dos hermanas Stolz. Por ello, para su nueva colaboración, Crispino e la comare, a diferencia de lo que habían hecho hasta entonces, se dividieron la ópera en números que cada uno de ellos componía por su cuenta. Pese a todo, ésta ópera fue el punto álgido de la carrera de ambos hermanos, y tras su estreno en Venecia en 1850, se representó abundantemente en toda Italia y en numerosas otras ciudades por todo el globo.
En 1852, Luigi obtiene un nuevo éxito con La festa di Piedigrotta, representada en Nápoles más de 300 veces. Tras ello, abandona definitivamente la composición operística, centrándose de nuevo en la música religiosa, incluyendo la composición de un Requiem.
La salud de Luigi se resiente en la década de los 50 a consecuencia de la sífilis que padece. El empeño de los triestinos por ver una nueva ópera suya le lleva en 1859 a estrenar Il diavolo a quattro, que había compuesto en 1847-48 con la idea de estrenarla en Copenhague. Pero poco después del estreno, su salud colapsa, y presa de la melancolía, es acompañado por su hermano Federico a un sanatorio mental en Praga. Allí morirá el 31 de diciembre del mismo año, siendo enterrado en el Cementerio de Olšany.

## Operas

### Óperas
| Título                                      | Libretista             | Fecha de estreno        | Ciudad, teatro                                 | Notas |
| ------------------------------------------- | ---------------------- | ----------------------- | ---------------------------------------------- | --- |
| L'impresario in angustie                    | Giuseppe Maria Diodati | 1823                    | Nápoles, Conservatorio de San Pietro a Maiella | |
| La cena frastornata                         | Andrea Leone Tottola   | otoño de 1824           | Nápoles, Teatro Nuovo                          | |
| L'abbate Taccarella                         | Andrea Leone Tottola   | carnaval de 1825        | Nápoles, Teatro Nuovo                          | |
| Il sogno avverato                           | Andrea Leone Tottola   | verano de 1825          | Nápoles, Teatro Nuovo                          | Compuesta junto a Dionigio Pogliani-Gagliardi                                                                                                  |
| Il diavolo condannato a prender moglie      | Andrea Leone Tottola   | 27 de enero de 1827     | Nápoles, Teatro Nuovo                          | |
| La lucerna di Epitteto                      | Giuseppe Checcherini   | carnaval de 1827        | Nápoles, Teatro Nuovo                          | |
| Ulisse in Itaca                             | Domenico Gilardoni     | 12 de enero de 1828     | Nápoles, Teatro San Carlo                      | |
| Colombo                                     | Felice Romani          | 27 de junio de 1829     | Parma, Teatro Ducale                           | |
| L'orfanella di Ginevra                      | Jacopo Ferretti        | 9 de septiembre de 1829 | Roma, Teatro Valle                             | |
| Il sonnambulo                               | Jacopo Ferretti        | 26 de diciembre de 1829 | Roma, Teatro Valle                             | |
| L'eroina del Messico ovvero Fernando Cortez | Jacopo Ferretti        | 9 de febrero de 1830    | Roma, Teatro Apollo                            | |
| Annibale in Torino                          | Felice Romani          | 26 de diciembre de 1830 | Turín, Teatro Regio                            | |
| La neve                                     | Felice Romani          | 21 de junio de 1831     | Milán, Teatro della Canobbiana                 | |
| Chiara di Rosemberg                         | Gaetano Rossi          | 11 de octubre de 1831   | Milán, Teatro de La Scala                      | Representada como Chiara di Montalbano in Francia: Milán, 1835                                                                                 |
| Il nuovo Figaro                             | Jacopo Ferretti        | 15 de febrero de 1832   | Parma, Teatro Ducale                           | |
| I due sergenti                              | Felice Romani          | 1 de septiembre de 1833 | Milán, Teatro de La Scala                      | |
| Un'avventura di Scaramuccia                 | Felice Romani          | 8 de marzo de 1834      | Milán, Teatro de La Scala                      | |
| Eran due, or son tre ovvero Gli esposti     | Jacopo Ferretti        | 3 de junio de 1834      | Turín, Teatro d'Angennes                       | |
| Chi dura vince                              | Jacopo Ferretti        | 26 de diciembre de 1834 | Roma, Teatro Valle                             | Versión francesa: "La petite comtesse" (París, 1876)                                                                                           |
| Il colonello                                | Jacopo Ferretti        | 14 de marzo de 1835     | Nápoles, Teatro del Fondo                      | Compuesta junto a su hermano Federico |
| La serva e l'ussero                         | Giorgio Giachetti      | 21 de marzo de 1836     | Pavía, Teatro Compadroni                       | |
| Il disertore per amore                      | Jacopo Ferretti        | 13 de febrero de 1836   | Nápoles, Teatro del Fondo                      | Compuesta junto a su hermano Federico |
| Le nozze di Figaro                          | Gaetano Rossi          | 13 de febrero de 1838   | Milán, Teatro de La Scala                      | |
| La solitaria delle Asturie                  | Felice Romani          | 20 de febrero de 1845   | Odesa, Teatro Italiano                         | |
| L'amante di richiamo                        | Francesco dall'Ongaro  | 13 de junio de 1846     | Turín, Teatro d'Angennes                       | Compuesta junto a su hermano Federico |
| Il birraio di Preston                       | Francesco Guidi        | 4 de febrero de 1847    | Florencia, Teatro della Pergola                | |
| Crispino e la comare                        | Francesco Maria Piave  | 28 de febrero de 1850   | Venecia, Teatro San Benedetto                  | Compuesta junto a su hermano Federico. Versión francesa: Le docteur Crispin, estrenada en el Grand Théâtre de Lieja el 17 de diciembre de 1866 |
| La festa di Piedigrotta                     | Marco D'Arienzo        | 23 de junio de 1852     | Nápoles, Teatro Nuovo                          | |
| Il diavolo a quattro                        | Gaetano Rossi          | 15 de mayo de 1859      | Trieste, Teatro Armonía                        | compuesta en 1847-48 |

### Otras obras
- Requiem (Trieste, 1854[15])

- Misas

- Canciones